# Caso del nichelino cavo
Il caso del nichelino cavo (Hollow Nickel Case) o caso della moneta cava (The Hollow Coin) fu il nome dato dall'FBI alle indagini avviate a seguito del ritrovamento di una moneta cava con all'interno un messaggio cifrato intraducibile. Successivamente fu scoperto che questo sistema era utilizzato dalla spia sovietica Rudol'f Abel', pseudonimo di William Genrichovič Fischer, per scambiare informazioni con i suoi contatti, tra cui l'agente Michail, al secolo Michail Svirin, e l'agente Victor, al secolo Reino Häyhänen.

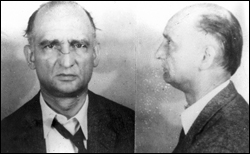
Rudol'f Abel'

## Storia

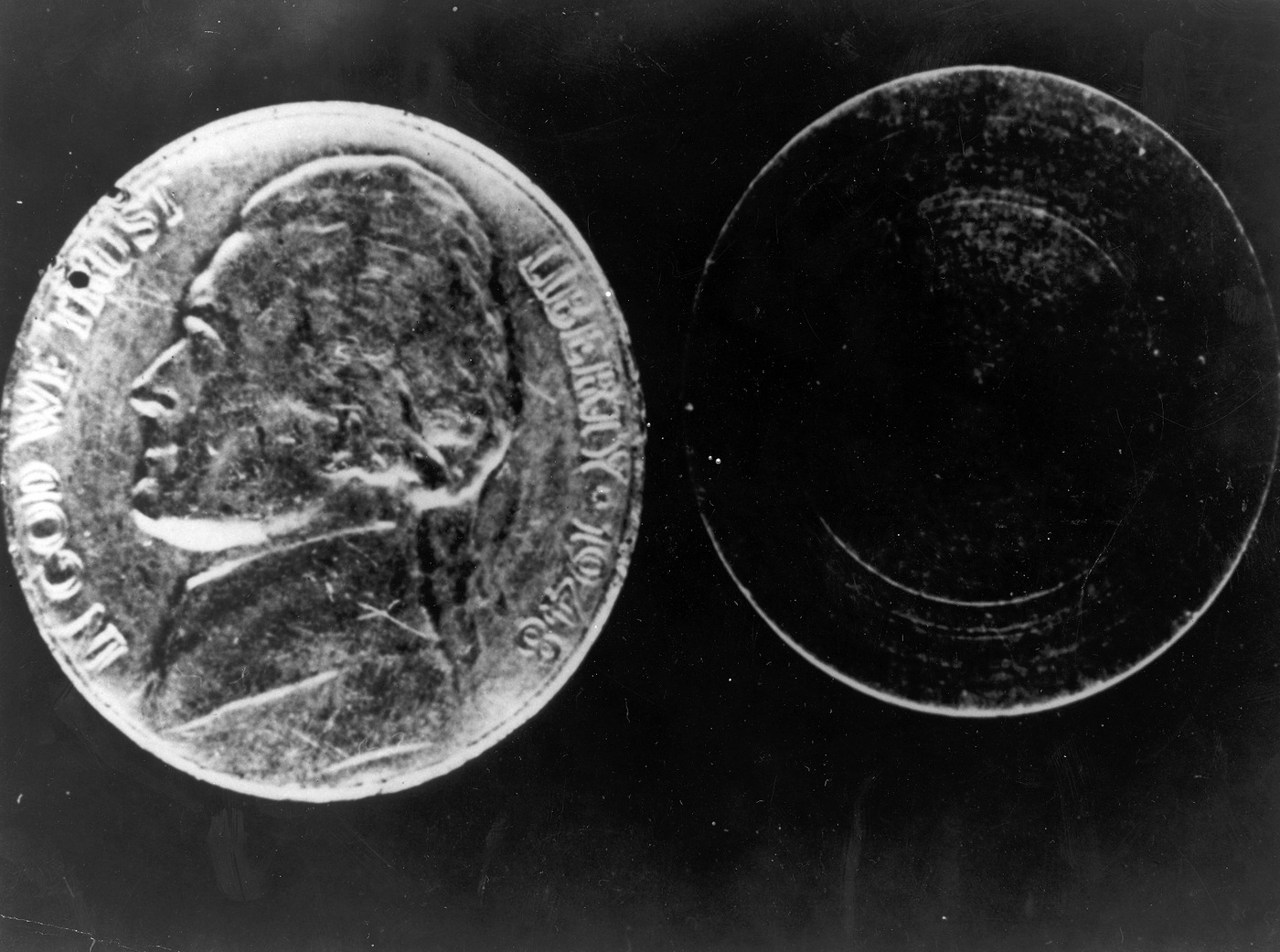
Il nichelino cavo

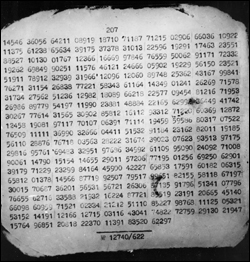
Il messaggio cifrato all'interno del nichelino cavo

Il 22 giugno 1953 Jimmy Bozart, un ragazzo quattordicenne che vendeva copie del giornale Brooklyn Eagle, ricevette come pagamento dall'occupante di un appartamento al n. 3403 di Foster Avenue a Brooklyn un nichelino (nomignolo della moneta da 5 centesimi di dollaro) che, alla sua mano, sembrò troppo leggera. Quando lo lasciò cadere, il nichelino si aprì, mostrando al suo interno un microfilm con una serie di numeri. Bozart raccontò quella strana storia alla figlia di una poliziotta del New York City Police Department, che la raccontò a sua volta a un investigatore che la riferì ad un agente dell'FBI.
Ottenuto il nichelino e il microfilm, l'FBI tentò senza successo per più di 4 anni di decifrare quel codice e di risalire all'identità della persona che aveva consegnato quella moneta al ragazzino. I primi esami sulla moneta mostrarono che era stata assemblata utilizzando la parte frontale di un nichelino del 1948 con la parte posteriore di uno del periodo 1942-1945, datazione resa possibile dall'esame della lega utilizzata per forgiare la parte usata per questa metà. Il codice era composto da una sequenza di 207 numeri, ognuno composto da 5 cifre, 21 dei quali erano disposti in 7 colonne ed altri 20 in 3 colonne. Il microfilm non conteneva nessuna chiave.
La svolta nel caso arrivò nel mese di maggio del 1957, quando Reino Häyhänen, alias Eugene Nicolai Mäki, un agente del KGB richiamato a Mosca, decise di non rientrare nel suo Paese e disertò, presentandosi all'ambasciata americana di Parigi per consegnarsi agli Stati Uniti. Grazie alle informazioni fornite da Häyhänen, l'FBI fu in grado di decifrare il codice usato nel microfilm contenuto nel nichelino cavo, che si rivelò essere un messaggio di benvenuto e di prime disposizioni rivolto allo stesso Häyhänen per il suo arrivo negli Stati Uniti. Nell'appartamento di Häyhänen fu ritrovata anche una moneta da 50 marchi finlandesi preparata con la stessa tecnica del nichelino. Il cifrario usato per scrivere quel messaggio fu chiamato cifrario VIC a causa del nome in codice usato da Häyhänen, agente "Victor".
Grazie ad Häyhänen fu possibile identificare i suoi diretti superiori in suolo americano: gli agenti "Mikhail", al secolo Michail Nikolaevič Svirin, un ex impiegato sovietico presso l'Organizzazione delle Nazioni Unite, e "Mark", ossia William Genrichovič Fischer, alias Rudol'f Abel', considerata la più importante spia sovietica scoperta sul suolo americano. Grazie alle informazioni di Häyhänen, l'FBI identificò anche altre spie sovietiche: Vitalij G. Pavlov dell'ambasciata sovietica di Ottawa, Aleksandr Michailovič Korotkov e il sergente dell'esercito americano Roy Rhodes, nome in codice "Quebec", che aveva lavorato tempo prima presso l'ambasciata americana a Mosca e che i sovietici erano riusciti ad arruolare perché erano entrati in possesso di "materiale compromettente" su di lui. La missione di Häyhänen e Fischer negli Stati Uniti era principalmente quella di raccogliere informazioni sul programma atomico e sui sistemi di difesa americani.
Svirin sfuggì all'arresto perché era rientrato in Unione Sovietica nel mese di ottobre del 1956. Quando Fisher fu arrestato, sia nella stanza d'albergo in cui viveva sia nello studio fotografico in cui lavorava furono trovate diverse attrezzature moderne per lo spionaggio: macchine fotografiche e pellicole per la produzione di microfilm, radio ad onde corte, cifrari e diversi oggetti preparati per essere usati come contenitori, tra cui gemelli per camicie e pennelli da barba. Fisher fu portato in tribunale come spia russa nell'ottobre del 1957 con tre capi di accusa: aver cospirato trasmettendo informazioni sui sistemi di difesa americani all'Unione Sovietica (capo uno); aver cospirato ottenendo segreti sui sistemi di difesa (capo due); aver cospirato agendo sul suolo americano come agente di un governo straniero senza notifica al segretario di Stato (capo tre).
Häyhänen testimoniò contro Fisher. Il 25 ottobre 1957 la giuria reputò Fisher colpevole di tutti e tre i capi di accusa ed il 15 novembre lo condannò a 30 anni di reclusione per il capo uno, a 10 anni di reclusione e 2.000 dollari di multa per il capo due ed a 5 anni di reclusione e 1.000 dollari di multa per il capo tre. Il 10 febbraio 1962 Fisher fu scambiato sul ponte di Glienicke con Francis Gary Powers, un pilota di Lockheed U-2 della CIA catturato in Unione Sovietica.

## Adattamento cinematografico
Il caso del nichelino cavo compare nella pellicola Sono un agente FBI del 1959, diretto da Mervyn LeRoy ed interpretato da James Stewart, prodotto con la supervisione del direttore dell'FBI J. Edgar Hoover. Nell'adattamento cinematografico il caso viene analizzato nell'ultima parte del film, con alcune modifiche rispetto ai fatti reali: gli eventi accaduti nei 4 anni di indagine vengono infatti ristretti ad un arco di tempo di un paio di settimane, il venditore di giornali di Brooklyn viene sostituito con un piccolo negozio di lavanderia e stiratoria del Bronx ed il nichelino viene rimpiazzato da una moneta da un quarto di dollaro.
Il film Il ponte delle spie del 2015, diretto da Steven Spielberg, riporta parte dagli eventi relativi al caso del nichelino cavo ed il suo legame con la crisi degli U-2 ed il relativo incidente del 1960.